# Urera trinervis
Urera trinervis là loài thực vật có hoa trong họ Tầm ma. Loài này được (Hochst.) Friis & Immelman miêu tả khoa học đầu tiên năm 1987.